# Koninklijke Nederlandse Zoutindustrie
De Koninklijke Nederlandse Zoutindustrie (KNZ) is een Nederlands voormalig chemisch bedrijf opgericht op 18 juni 1918. Een van de oprichters was Ko Vis, een zoutzieder uit de Zaanstreek.

## Geschiedenis

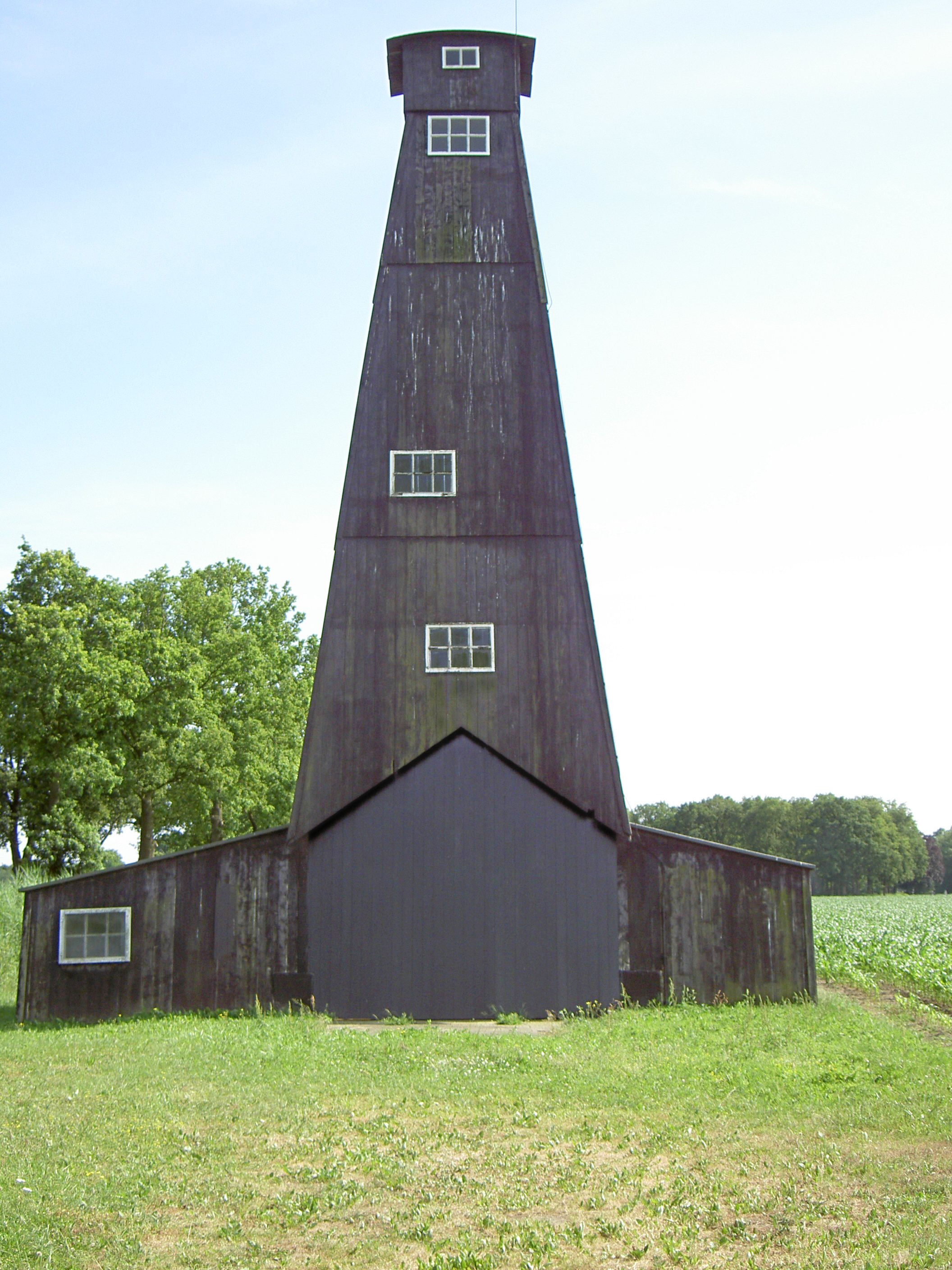
Boortoren bij Twekkelo

In 1886 werd op het landgoed Twickel bij Delden een put geboord ten behoeve van de drinkwatervoorziening. Men trof echter op enkele honderden meters diepte een artesische bron aan, die zout water spoot. Dit bracht Ko Vis ertoe te onderzoeken of zoutwinning uit de Nederlandse bodem mogelijk was. In 1903 werd dit plan concreter, toen samenwerking was gezocht met A.A. Kolff van de N.V. Rotterdamse Zoutziederij, de zoutzieder L.F.D. van der Minne uit Dordrecht, en een aantal geologen.
Er volgden proefboringen te Eibergen/Winterswijk, waar in 1909 Zechstein-zout werd aangetroffen, en Boekelo, waar in 1911 steenzout werd gevonden. De aanvraag voor een concessie, in 1911, werd niet gehonoreerd door de Tweede Kamer, maar na de Eerste Wereldoorlog, toen het belang van een nationale zoutwinning duidelijk was geworden, kwam de "Wet tot Ontginning van Steenzout te Buurse" tot stand, werd een concessie verleend en nam de staat deel aan de onderneming. Ook de reeds in Nederland bestaande zoutzieders konden deelnemen.
In 1919 begon men te Boekelo met de zoutwinning. Op 325 m diepte was zout aangeboord. In 1931 werd een zoutchemisch bedrijf geopend waar zoutzuur, chloorbleekloog, chloor, caustic soda en natronloog werd vervaardigd.
In 1933 werd begonnen met het boren naar zout te Hengelo.
In 1934 werd hotel Boekelo geopend voor de bezoekende zakenmensen. Aan het einde van de jaren veertig van de 20e eeuw werd hier een natuurzwembad met zout water aan toegevoegd, wat voor die tijd een ongekende attractie was. Dit nog steeds bestaande hotel staat bekend onder de naam Bad Boekelo.
De hoofdvestiging van KNZ werd in 1935 verplaatst van Boekelo naar Hengelo. Daar vond toen ook de verdamping plaats van de pekel die in Boekelo werd opgepompt. In 1938 kwam het Twentekanaal gereed, wat het transport van zout sterk vergemakkelijkte.
Aan het eind van de jaren vijftig van de 20e eeuw werden de Albatros Superfosfaatfabrieken en de Albatros Zwavelzuur en Chemische Fabrieken overgenomen door KNZ. Deze werden in 1962 weer verkocht aan Mekog te IJmuiden.
In 1957 begon men met de sloop van de Boekelose fabriek. In 1957 vestigde de KNZ zich te Delfzijl, nadat bij Veendam een zoutlaag in de bodem was ontdekt. De N.V. Koninklijke Nederlandse Soda Industrie (NSI), die in 1954 te Delfzijl van start ging, was een onderneming van KNZ, DSM, Ketjen en Mekog. Ze werd in 1958 geheel overgenomen door KNZ.
In 1962 volgde de eerste van een lange reeks fusies, waarbij KNZ met Ketjen fuseerde tot Koninklijke Zout Ketjen. Uiteindelijk zou hieruit het AkzoNobel-concern ontstaan.

## Monumenten
Een aantal houten boortorens en zouthuisjes in het Twentse land zijn behouden gebleven als industrieel monument. Sedert 1986 bestaat in Delden een zoutmuseum.